# Lockheed U-2
 For alternative betydninger, se U2 (flertydig). (Se også artikler, som begynder med U2)
Lockheed U-2, med tilnavnet Dragon Lady, er et enmotors, 1-sædet observationsfly, som anvendes af det amerikanske luftvåben. Flyet er fremstillet af den amerikanske flyproducent Lockheed og kan foretage overvågning dag og nat i stor højde (op til 21.000 m) i al slags vejr. Flyet har været anvendt siden 1957 og er et af de ældste designs i det amerikanske luftvåben. Selv med moderne satellitter og ubemandede overvågningsfly, har man ikke kunnet udfase U-2 flyene, da de stadig kan varetage opgaver og medbringe udstyr som fx Northrop Grumman RQ-4 Global Hawk ikke kan bære. En udfasning vil dog efter al sandsynlighed blive en realitet, efterhånden som de ubemandede fly kan udføre flere og flere forskellige opgaver. U-2 forventes ikke udfaset indtil videre, skrev medier i januar 2018.

## Historie
U-2 projektet blev indledt allerede i 1950'erne af CIA, der havde et stort behov for troværdige informationer om Sovjetunionen. Der blev foretaget overflyvninger med ombyggede og modificerede bombefly, men de var meget udsatte for antiluftskyts og bevæbnede jagerfly, og flere af disse fly var blevet skudt ned. Der var således behov for et fly, der kunne foretage overvågning fra stor højde, hvor det ville være umuligt, eller i hvert fald meget svært at skyde det ned. I begyndelsen var Lockheed Corporation ikke engang med i opløbet omkring kontrakten, men hørte ad omveje om projektet, og lederne bad den allerede højt anerkendte ingeniør Clarence "Kelly" Johnson om at udvikle et koncept. Han havde tidligere stået bag fly som P-38 Lightning og F-104 Starfighter.
Projektet, der blev født som CL-282, kombinerede en let flykrop og lange tynde vinger inspireret af et svævefly med en enkelt jetmotor som et jagerfly. Efter en præsentation af det utraditionelle design til de ansvarlige i luftvåbnet blev det i første omgang forkastet, men flere embedsmænd og efterretningsfolk fandt ideen brugbar og foreslog CIA's chef, Allen Dulles, at bygge flyet.
Lockheed Corporation fik overdraget opgaven med en kort tidsfrist, og kontrakten lød på 20 fly i første omgang. Udviklingen af flyet forblev en dyb hemmelighed, og navnet – U-2 – dækker over, at flyet blot tilhørte utility-kategorien, som blev brugt til mindre transportfly. Selv stedet i Nevadaørkenen, hvor flyvningerne skulle foregå, blev særligt oprettet til dette projekt alene og blev sidenhen kendt som Area 51 Allerede i august 1955 blev de første prøveflyvninger foretaget. I tilknytning til flykonstruktionen fik Edwin Land fra Polaroid Corporation overdraget opgaven med at udvikle en optik for det nye stor-format kamera, der skulle anvendes under U-2 missionerne. Disse nyudviklede kameraer kunne fotografere med en tilstrækkelig høj opløsning til, at man kunne se mennesker på jorden på billeder taget fra 21 km højde. Det nyudviklede U-2 fly foretog sin første overvågningsmission over Sovjetunionen i juni 1956 med start fra Army Airfield i Wiesbaden-Erbenheim i det daværende Vesttyskland (Operation Overflight).

## Design og karakteristik
Det utraditionelle design, der kombinerer et jetfly med et svævefly, gav piloterne store udfordringer, når de skulle manøvrere flyet i luften. På grund af dets lette konstruktion er det meget følsomt overfor sidevind og for at dette ikke var nok, er flyet kun udstyret med to sæt hovedhjul, monteret bag hinanden som på en cykel. For at støtte vingerne under start monteres et "støttehjul" under hver vinge, som efter start falder af og skal samles op af jordpersonellet. Under landing findes støttehjulet jo ikke, så to hurtigtkørende biler følger efter flyet på banen og dirigerer over radio piloten hen ad banen. Når flyet nærmer sig standsning, vil den ene vinge uundgåeligt ramme jorden og den er derfor beskyttet af en titanium-skinne. Efter standsning monteres støttehjulene igen, og flyet køres væk fra banen. Den særligt farlige start- og landingsprocedure medførte især i begyndelsen flere alvorlige ulykker.
I sin maksimale operative højde af 70.000 fod flyver en U-2 meget tæt på både den maksimale hastighed og stall-hastigheden. Forskellen er kun ca. 10 knob, og både en forøgelse eller reduktion af hastigheden udenfor disse grænser kan medføre tab af kontrollen og potentielt ødelægge den spinkle konstruktion, hvilket ville være katastrofalt over fjendtligt område. For at træne piloterne blev der lavet 5 styk to-sæders udgaver, hvor instruktøren sidder bag piloten i et ophøjet cockpit.
På grund af den store højde, flyet opererer i, er piloten altid iført en trykdragt under flyvning. Tab af kabinetrykket i så stor højde ville gøre piloten bevidstløs øjeblikkeligt. For at undgå bivirkninger ved disse højdeskift begynder piloten at indånde ren ilt en time før flyvningen og transporteres ud til flyet med iltmaske på. Det gøres for, at al nitrogen i blodet kan blive udåndet, og hindrer at piloten får dykkersygesymptomer.
Overvågningsudstyret findes i flyets næse, i kroppen eller til tider i pods under vingerne og kan udskiftes efter behov. Opgaver, der varetages af U-2 operatørerne spænder fra fotoefterretning (traditionel eller digital film), signalindsamling, radarkortlægning og -overvågning til indsamling af atmosfæriske luftprøver.

## Operativ historie
Eftersom det ville være alvorligt, hvis et militært fly skulle blive skudt ned over fx sovjetisk territorium, blev alle "ulovlige" overflyvninger foretaget af CIA. Piloterne blev opsagt fra forsvaret og var derfor i princippet "civile".
U-2 flyet blev offentligt kendt under U-2 krisen, da et U-2 fly blev skudt ned over Sovjetunionen den 1. maj 1960, og piloten, Francis Gary Powers, blev taget til fange. Hans mission havde været at starte fra Peshawar i Pakistan, fotografere ICBM faciliteter omkring Sverdlovsk og Plesetsk i Sovjetunionen, for derefter at lande i Bodø, Norge. De præcise detaljer omkring nedskydningen er ikke bekræftede, men tilsyneladende havde indtil flere sovjetiske fly fulgt efter Powers' U-2, men uden at kunne nå det. 14 jord-til-luft missiler af typen S-75 Dvina (NATO-rapporteringsnavn: SA-2 Guideline) blev affyret, og et af dem detonerede tilsyneladende så tæt på, at flyet blev beskadiget. Gary Powers skød sig ud med katapultsæde, mens flyet styrtede. Uheldigvis for amerikanerne var meget af flyet intakt efter styrtet, og det lykkedes endda at fremkalde noget af filmen, der var blevet taget undervejs.
Senere var det et U-2 fly, der den 14. oktober 1962 fotograferede sovjetisk militærudstyr med atomare sprænghoveder om bord på skibe, der var undervejs til Cuba, hvilket udløste Cuba-krisen. I løbet af denne krise blev et U-2 fly skudt ned over Cuba af et S-75 Dvina-missil og styrtede ned.Major Rudolph Anderson omkom som den eneste under hele episoden.
Da U-2 ikke kan tankes i luften, som mange andre militære fly kan, er dets rækkevidde begrænset af dets medbragte brændstof. For at overvinde denne begrænsning udførte CIA en række testflyvninger fra hangarskibe, hvilket resulterede i, at U-2 fly blev brugt til at overvåge franske atomprøvesprængninger ved Moruroa i 1964. Hangarskibsoperationer fortsatte frem til 1969.
Fra 1964 og frem til 1976 blev en lang række rekognosceringsflyvninger gennemført i forbindelse med Vietnamkrigen. Flyene var først udstationeret i dengang Sydvietnam, men blev senere flyttet til Thailand
Som det eneste andet land, der har opereret med U-2, blev Taiwan udstyret med flyene, leveret af CIA, i 1960. De blev primært brugt til flyvninger over Kina, og i løbet af deres tid i landet blev fem skudt ned. Efterhånden som forholdet mellem Sovjetunionen og Kina blev forværret, og USA ikke længere så dem som værende allierede og dermed en samlet trussel, blev operationerne med U-2 fly nedtrappet over Kina, og de sidste fly blev leveret tilbage til USA i 1974.

### Operationer i dag
I stort set hver konflikt, hvor USA er involveret i dag, er U-2 flyene at finde.[kilde mangler] De kan medbringe en større last af sensorer end tilsvarende fly og ubemandede droner, og de kan være i et område pludseligt og usete, i modsætning til satellitter, hvis baner kan forudses. Northrop Grummans RQ-4 Global Hawk er den mest sandsynlige arvtager, og er i stand til at varetage flere og flere opgaver. Det kan desuden forblive i et område i over 24 timer ad gangen, og de militære ledere behøver ikke bekymre sig om eventuel tilfangetagelse af en pilot, hvis det skulle blive skudt ned. Til trods for dette er der stadig mange, der ønsker at bevare flyet.

## Brugere
- Nuværende brugere
  -  United States Air Force
  - NASA (1981–)
- Tidligere brugere
  -  Royal Air Force (1958-1960)
  -  Republikken Kinas luftvåben (1960–1974)
  -  CIA (1956-1974)

## Varianter
U-2ADen første model
U-2C
U-2REt større fly med bedre motor, introduceret i 1967
TR-1ATactical Reconnaissance. Større pods under vingerne monteret. Beregnet til taktisk rekognoscering i Europa. Strukturelt identisk med U-2R og senere opgav man TR-1-designationen
TR-1BTo-sædet træner, senere omdøbt til TU-2R
TU-2RTo-sædet træner
U-2SOpgraderede F-118-101 motorer
ER-2Earth Ressource 2. En civil variant brugt af NASA til diverse målinger og atmosfæriske tests